# 대전둔천초등학교
대전둔천초등학교는 대한민국 대전광역시 서구 만년동에 있는 공립 초등학교이다.

## 학교 연혁
- 1996. 09. 01 대전둔천초등학교 개교(설립인가 2월 2일)(540명, 15학급 편성)
- 1997. 09. 01 2개 교실 증축
- 1998. 08. 31 특별실 증축(5실)
- 2020. 02. 14 제23회 졸업식 66명, 누계 2,900명
- 2020. 03. 01 17학급 편성(특수 1학급 포함)

## 학교 상징
- 교화 - 목백일홍 : '인연'을 뜻하여 오랫동안 피어나는 꽃으로 서로 사랑하여 그 우정이 변치 않음을 의미
- 교목 - 소나무 : 역경을 이겨내는 웅장한 기상으로 푸른 절개와 곧은 의지로 바르고 크게 자라는 둔천 어린이

## 참고 자료
- 대전둔천초등학교 - 한국교육학술정보원 학교알리미